# Gräberfeld von Warna

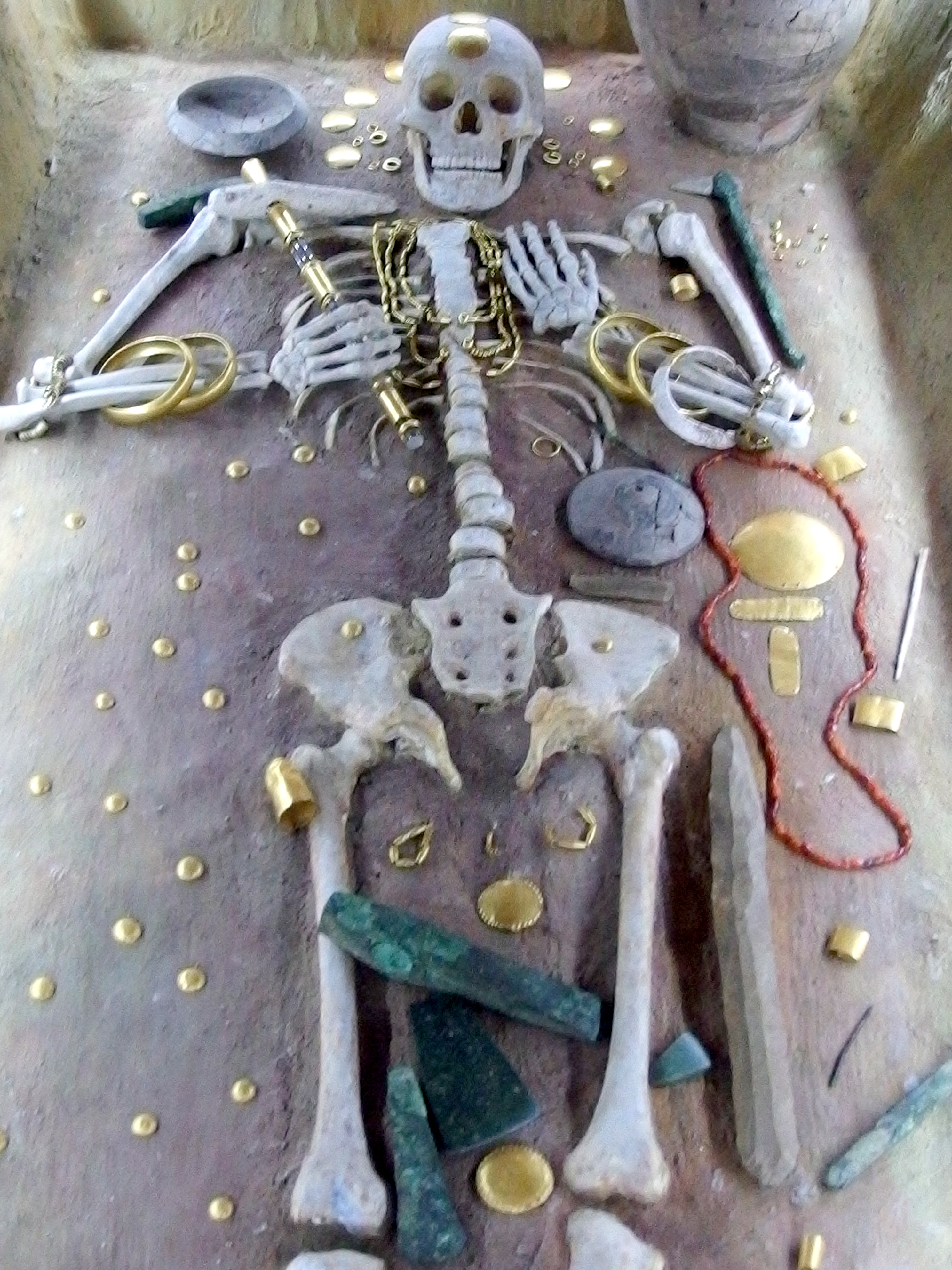
Grab Nr. 43 der Nekropole von Warna mit Stücken des ältesten Goldschmucks der Menschheit

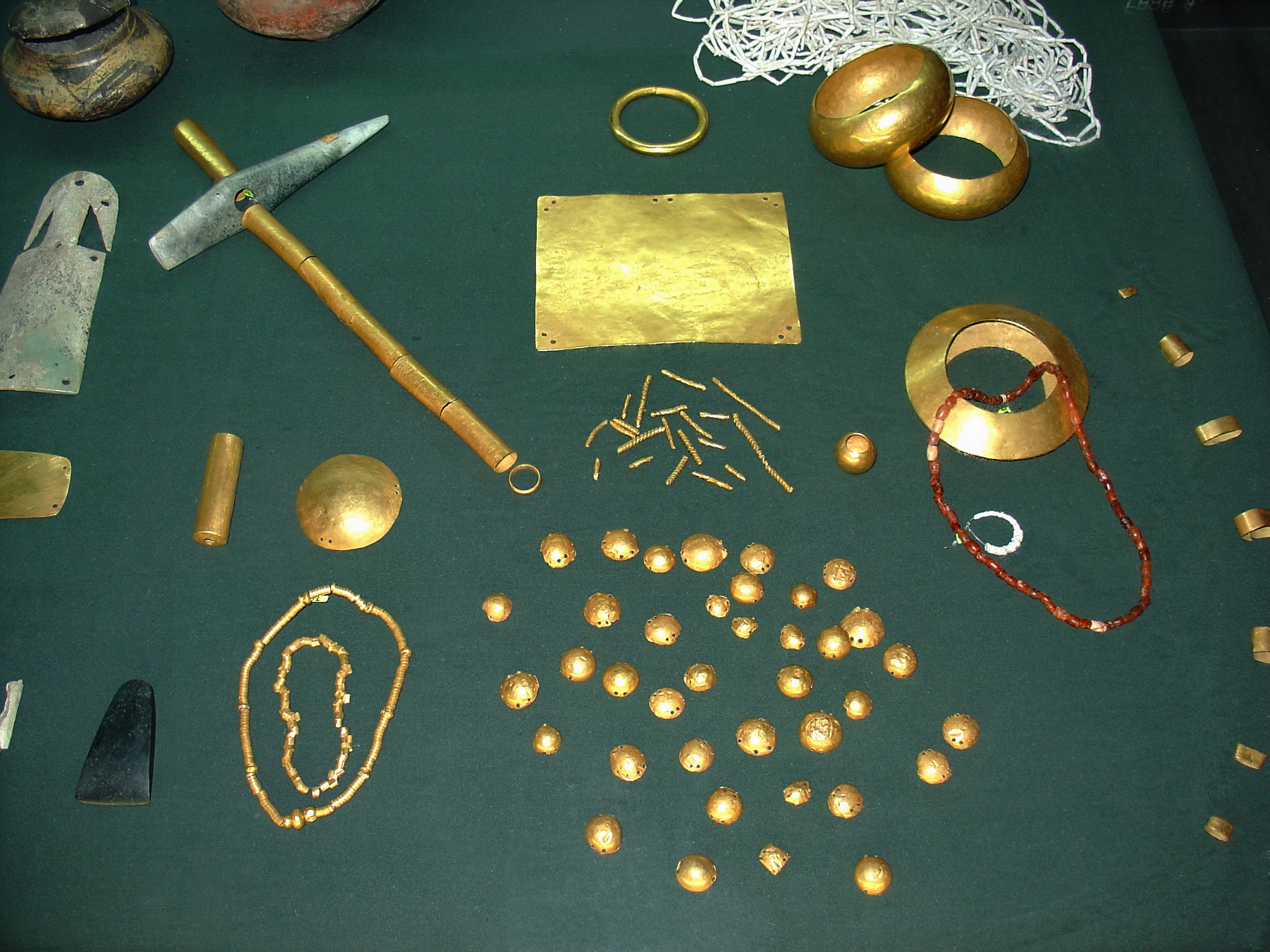
Goldobjekte aus dem Gräberfeld

Das Gräberfeld von Warna (bulgarisch Варненски некропол/Warnenski nekropol) ist eine Nekropole der Kupfersteinzeit im Westen der bulgarischen Stadt Warna. Von besonderer Bedeutung sind die Kupfer- und Goldfunde, welche die Bestattungen über die regulären Gräber dieses Zeitraumes herausheben. Nach bisherigen Erkenntnissen treten in der wenige Kilometer westlich des Gräberfeldes gelegenen Gräbergruppe von Varna II die ersten europäischen Kupfer- und Goldfunde auf. Diese Grabgruppe gilt als unmittelbarer Vorläufer des Gräberfeldes von Warna (Varna I). Das Gräberfeld von Warna ist eine der wichtigsten archäologischen Fundstätten der Vorgeschichte.
Kulturhistorisch gehören die Gräber zur Warna-Kultur, die als eine lokale Variante der Kodzadermen-Gumelnitza-Karanovo-VI (4500–4000 v. Chr.) betrachtet wird.

## Lage
Die Fundstätte befindet sich ca. 5 km vom Zentrum der Stadt Warna entfernt auf einer nach Süden leicht abfallenden Terrasse am Nordufer des Warnasees, mitten im heutigen Industriegebiet von Warna.

## Entdeckung und Ausgrabungen
Im Oktober des Jahres 1972 entdeckte der Baggerfahrer Raitscho Marinow das Gräberfeld bei Ausschachtungsarbeiten für einen Kabelgraben im westlichen Industriegebiet von Warna. Die wissenschaftlichen Ausgrabungen wurden von 1972 bis 1976 unter der Leitung von Michail Lasarow und von 1976 bis 1991 unter der Leitung von Iwan Iwanow vom Archäologischen Museum Warna durchgeführt. Auf einem Gebiet von etwa 7500 m² wurden die Spuren von 294 Einzelgräbern gefunden. Über 30 % des Bodendenkmals sind noch nicht ergraben worden. Viele Grabgruben enthielten Zeugnisse hochentwickelten metallurgischen Werkens (Gold und Kupfer), Keramik (etwa 600 Stücke, darunter zwei Gefäße mit geometrischen, streng stilisierten und mit Goldfarbe ausgemalten Symbolen aus Grab Nr. 4) sowie hochwertige Feuerstein- und Obsidianklingen, Perlen und Muscheln. Über 3000 Schmuckstücke aus sehr reinem Gold (23–23,5 Karat) mit einem Gesamtgewicht von ca. 6 kg zeugen von großer technischer und handwerklicher Begabung der Künstler. Unter den Grabbefunden sind Arm- und Stirnreifen, Halsketten und massive Zierenden von Zepterstäben sowie zahlreiche Besatzstücke von Gewändern aus Goldblech, die teilweise Tiergestalt haben.

## Chronologie
Die Belegungszeit des Gräberfeldes kann anhand von Radiokohlenstoffdatierungen am Skelettmaterial der Bestatteten und an anderen organischen Materialien, aus denen die Beigaben gefertigt wurden, auf 4590–4340 v. Chr. (spätes Äneolithikum) eingegrenzt werden. Eine interne Gliederung der Bestattungen auf der Grundlage der statistischen Auswertung der Grabinhalte zeigt eine fünfphasige Entwicklung. Der Bestattungsplatz entwickelt sich von Nordwesten nach Südosten, also in Richtung des Ufers des Varna-Sees. Die Belegung beginnt in Phase 1 am nordwestlichen Rand des Platzes mit seitlichen Hockern und Rückenstreckern, die in ihrer Lage der natürlichen Hangneigung folgen. Nach Südosten voranschreitend, aber auch leere Areale zwischen den älteren Gräbern ausnutzend, wird in den Phasen 2 und 3 das gesamte Gebiet des Gräberfeldes belegt. Betrachtet man das natürliche Geländerelief, so bewegen sich die Bestattungen im Laufe der Zeit von höher gelegenen zu tieferen Lagen, also den Hang hinab. Dominant treten ab der zweiten Phase die Rückenstrecker hervor, wobei die Hockergräber im Laufe der Entwicklung kontinuierlich zurückgehen. Besonders aufschlussreich ist die Verteilung der Gräber in den letzten Phasen 4 und 5. Nur noch wenige Bestattungen werden in dieser Zeit im südwestlichen Areal des Gräberfeldes eingebracht. Darunter sind auch viele der an Kupferschwergeräten und Goldgegenständen besonders reich ausgestatteten Gräber. Zeitlich parallel werden aber auch entlang der südwestlichen Grenze des Bestattungsareals symbolische Gräber und reiche Materialdeponierungen angelegt, die eine symbolische Begrenzung zwischen dem Gräberfeld und der Seeuferzone darstellen könnten. Möglicherweise wurden diese Depots bei verschiedenen Ritualen, nicht unbedingt zeitgleich, aber in einem abgrenzbaren chronologischen Rahmen, entlang einer bereits zuvor bestehenden Grenzlinie zwischen der Welt der Toten und der der Lebenden in den Boden eingebracht.

## Beschreibung
Es wurden sowohl Skelette in Hockerlage als auch in gestreckter Rückenlage in den Grabgruben gefunden. Die Fundstücke belegen, dass die Warna-Kultur Handelsbeziehungen mit weit entfernten Gebieten, möglicherweise bis zur unteren Wolga und den Kykladen unterhielt. Als Handelsgut diente Salz aus dem Salzbergwerk Prowadija. Das Kupfererz in den Artefakten stammt aus den Lagerstätten von Ai-Bunar nördlich der ca. 200 km südwestlich gelegenen Stadt Stara Sagora. Schalen von Spondylus-Muscheln, die in den Gräbern gefunden wurden, könnten als einfache Währung gedient haben.

## Das Gold von Warna
Das Grab Nr. 43 enthielt das Skelett eines etwa 1,70 m großen, 40- bis 50-jährigen Mannes umgeben von 990 Goldobjekten mit einem Gesamtgewicht von 1516 g, sowie Kupferwerkzeug, Knochenschmuck, Spondylus und Tongefäße. Seine Kleidung war mit vielen Applikationen aus Gold versehen.
Der als Clanchef oder Priester anzusehende Mann wurde mit einem Goldzepter begraben, das mit den abgestumpften Spitzen und dem vergoldeten Schaft einer Streitaxt ähnelt. Er trug einen goldenen Penisaufsatz. In Grab 43 wurde mehr Gold als im gesamten Rest der Welt aus dieser Epoche gefunden u. a. als Unikat eine Goldkette mit doppelkonischen Perlen.
Im Boden des ovalen Grubengrabes Nr. 1 befand sich eine Vertiefung, die mit einer Ockerschicht bedeckt war. Zu den Beigaben der symbolischen Bestattung gehörten insgesamt 216 Goldobjekte mit einem Gesamtgewicht von 1092 g sowie Armreife und Zierteile aus Goldblech und zahlreiche Goldperlen, verschiedene Kupferwerkzeuge und eine stilisierte menschliche Figur aus Bein.
Eine in Grab Nr. 3 gefundene Kette aus goldenen, kurzzylinderförmigen Perlen kann als der früheste bekannte Goldschmuck angesehen werden. Drei symbolische Gräber (Grab Nr. 2, 3, und 15) enthielten Masken aus nur schwach gebranntem Ton mit goldenen Dekorationen. Sie wurden anhand ihrer Ausstattung als symbolische Frauenbestattungen interpretiert.

## Interpretationen

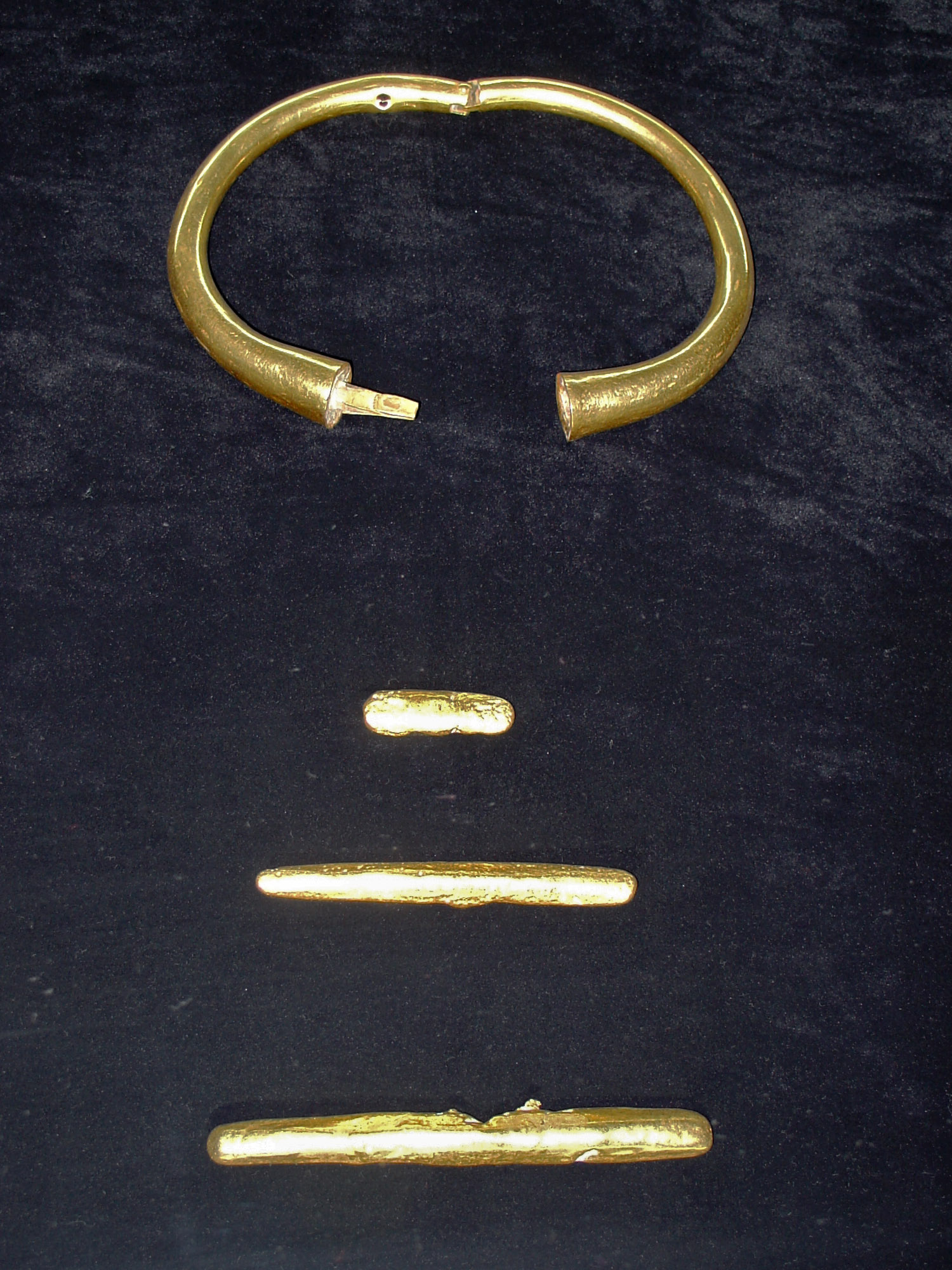
Gold von Warna

Marija Gimbutas vertritt die Auffassung, „dass die Diskontinuität der Warna-, Karanowo-, Vinča- und der Lengyel-Kulturen in ihren Hauptsiedlungsgebieten und die großen Bevölkerungsverschiebungen in den Norden und Nordwesten indirekte Beweise für eine Katastrophe eines solch gewaltigen Ausmaßes sind, dass diese nicht durch eventuelle klimatischen Veränderungen, Bodenerschöpfungen oder Epidemien erklärt werden können, für die es für die zweite Hälfte des 5. Jahrtausends v. Chr. keine Beweise gibt. Direkte Beweise wurden jedoch für eine Invasion von Reiterkriegern gefunden, nicht nur durch die Funde von Hügelgräbern, die für einen einzigen Mann angelegt waren, sondern weil zu diesem Zeitpunkt ein „ganzer Komplex“ von kulturellen Merkmalen hervortrat, der für die Entwicklung der Kurgankultur charakteristisch war.“
Laut John Chapman „wurde vor nicht allzu langer Zeit allgemein anerkannt, dass Nomaden aus dem Steppengebiet nördlich des Schwarzen Meeres durch eine Invasion auf dem Balkan der hochentwickelten Gesellschaft der Kupferzeit ein Ende setzten, die ihre Siedlungen auf Tells (Siedlungshügeln) erbauten, eine autonome Kupfermetallurgie besaßen und als großartigsten Höhepunkt das Gräberfeld von Warna mit seinen atemberaubenden frühen Kunstzeugnissen aus Gold schufen. Jetzt sind die Auffassungen komplett verändert und es ist der Warnakomplex und die dazugehörigen Gemeinschaften, die für das Aufkommen der von extrem reichen Grabbeigaben gekennzeichneten Bestattungsriten als Folge der Ausbreitung des Ackerbaus verantwortlich gehalten werden.“
Die Warna-Kultur deutet auf ausgeprägte religiöse Vorstellungen vom Leben nach dem Tod und auf entwickelte hierarchische Machtstrukturen. Das Ende des 5. Jahrtausends v. Chr. wird von Marija Gimbutas als der Beginn des Übergangs zu patriarchalischen Sozialstrukturen in Europa angesehen. Das Gräberfeld von Warna enthält die ältesten bekannten Hinweise auf eine patriarchisch geprägte Oberschicht.

## Museen, Ausstellungen
Die Artefakte sind im Archäologischen Museum Warna und im Nationalen Historischen Museum in Sofia ausgestellt. Im Jahr 2006 wurden einige Goldobjekte in einer großen nationalen Ausstellung antiker Goldschätze in Sofia und Warna gezeigt. Die Ausstellungstour „Das Gold von Warna“ begann im Jahr 1973. Sie wurde, integriert in die nationale Ausstellung „Das Gold der thrakischen Reiter“, in den 1970er Jahren in vielen weltweit führenden Museen und Ausstellungen gezeigt. Im Jahr 1982 erzielte sie in Japan 7 Monate lang unter dem Titel „Das älteste Gold der Welt – Die erste europäische Zivilisation“ große Publizität, zwei TV-Dokumentationen entstanden in der Folge. In den 1980er und 1990er Jahren wurden Goldobjekte aus Warna unter anderem auch in Kanada, Deutschland, Frankreich, Italien und Israel ausgestellt. Das National Geographic Magazine brachte im Dezember 2006 eine umstrittene Titelstory über den „Goldrausch in Bulgarien“.